# Bibendum

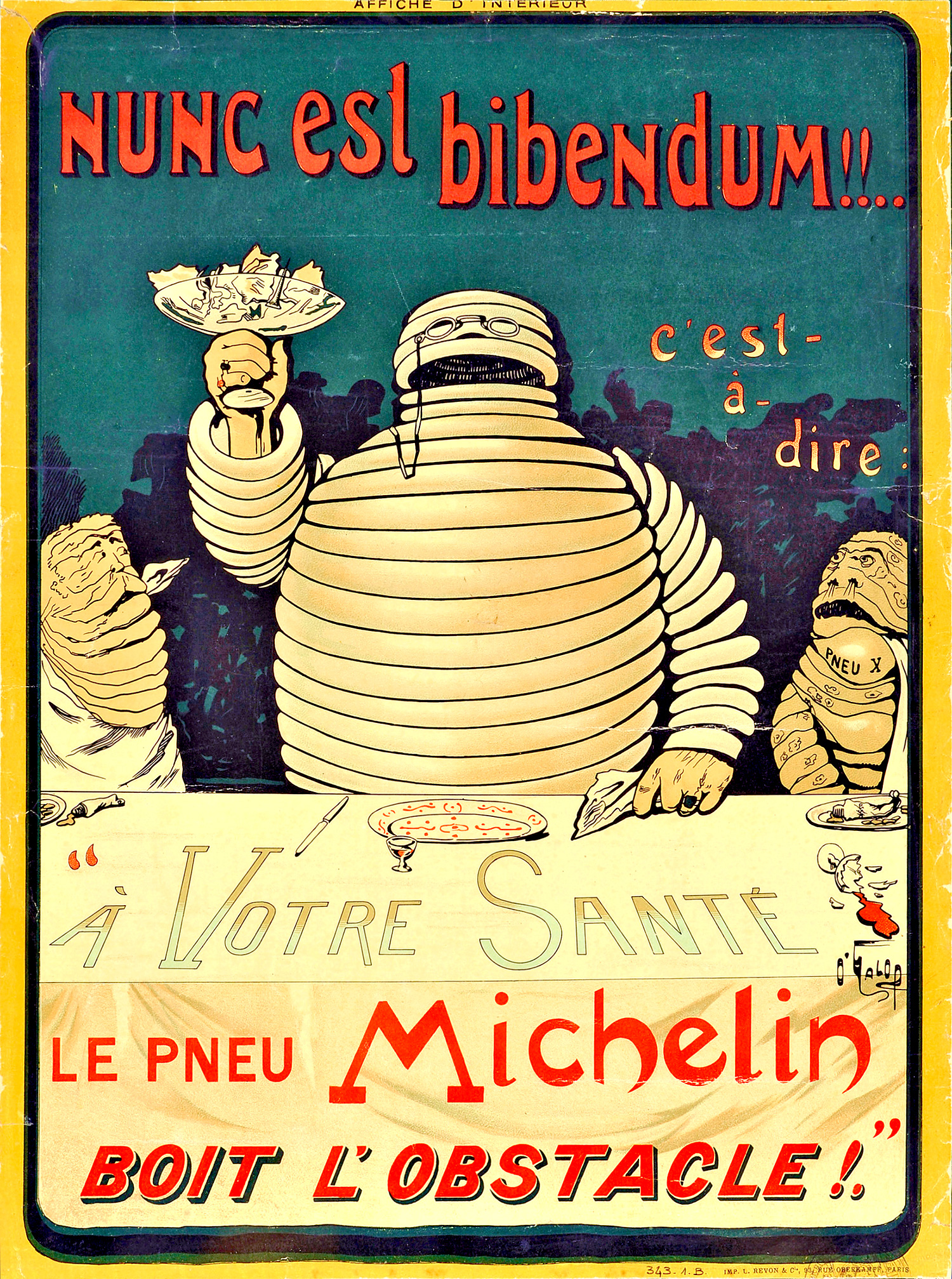
Áp phích đầu tiên có Bibendum năm 1898. Ngày xưa Bibendum mập hơn ngày nay.

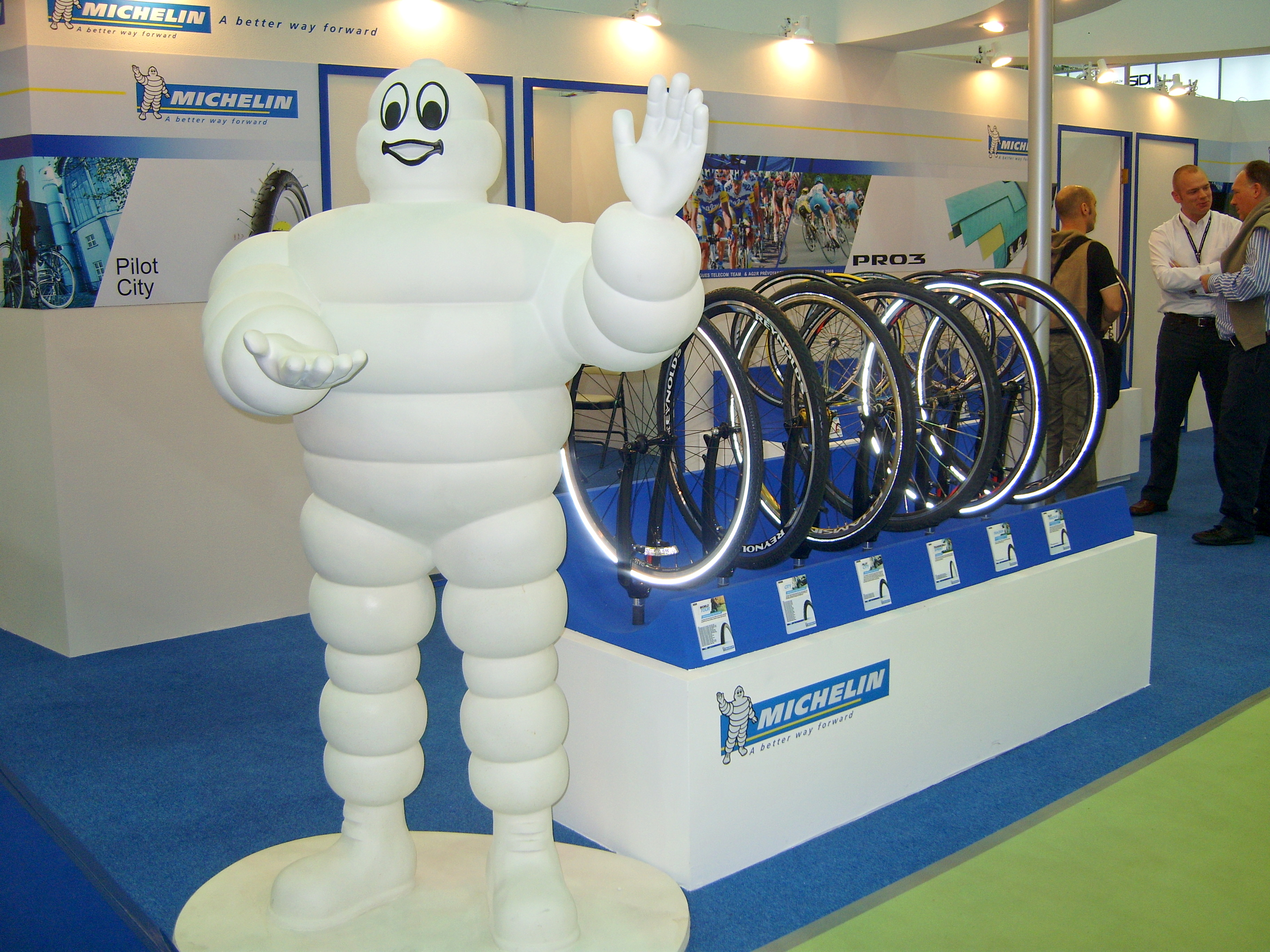
Bibendum tượng trưng cho Michelin ở các tiệm bán bánh xe và các sự kiện như Triển lãm Xe đạp Đài Bắc (trên).

Bibendum (còn được gọi Michelin Man) là nhân vật biểu trưng cho công ty bánh xe Michelin. Nó xuất hiện lần đầu tiên tại Triển lãm 1894 ở Lyon, ở đấy hai anh em Michelin dựng lên quầy để trình bày. Cùng với khẩu hiệu lấy tên nó (Nunc est bibendum), nó là tác phẩm của nghệ sĩ Pháp "O'Galop" (bút danh của Marius Rossillon), và là một trong những nhãn hiệu cũ nhất của thế giới. Hình như André Michelin ủy thác O'Galop làm nhân vật vui tếu mập tròn tròn này sau khi em Édouard nhận thấy rằng một đống bánh xe nhìn giống hình con người. Ngày nay, Bibendum là một trong những nhãn hiệu nổi tiếng nhất trên thế giới, tượng trưng cho Michelin ở hơn 150 quốc gia.
Áp phích năm 1898 có Bibendum nâng cốc chúc mừng, nói câu Nunc est bibendum ("Bây giờ là giờ uống" trong Latinh) cho những người cạnh tranh nhỏ bé. Cốc này đầy nguy hiểm trên đường, đề câu: C'est à dire: À votre santé. Le pneu Michelin boit l'obstacle. ("nâng cốc uống để chúc sức khỏe quý vị. Bánh xe Michelin nuốt chửng các cản trở.") Không rõ khi nào "Bibendum" trở thành tên của nhân vật. Nó được tên này trễ nhất năm 1908, khi Michelin ủy thác Curnonsky viết bài báo được ký tên "Bibendum".
Tên của người bánh xe mập đã vào một số ngôn ngữ để miêu tả người mập hoặc người mặc quần áo to lớn kỳ cục, thí dụ trong tiếng Anh: "Làm sao tôi mặc đồ ấm mà không nhìn giống Michelin Man?" Trong tiếng Tây Ban Nha, Michelín đã trở thành đồng nghĩa "bánh xe phụ", trong nhiều ngôn ngữ chỉ đến bụng phệ.
Hình dạng của Bibendum đã thay đổi trong những năm qua. Biểu trưng của O'Galop được phỏng theo đống bánh xe đạp, đeo kiếng cặp mũi pince-nez với dây buộc, và hút thuốc xì gà. Đến lúc những năm 1980, Bibendum đã bắt đầu chạy trong hình vẽ, và năm 1998, 100 năm sau khi ra đời, một hình vẽ gầy hơn trở thành biểu trưng của công ty. Nó đã bỏ xì gà và pince-nez từ lâu. Biểu trưng gầy hơn phản ánh bánh xe hẹp hơn của các xe hiện đại. Bib cũng có con chó nhỏ nhìn giống các bánh xe khi hai nó được hoạt họa dùng máy tính (CGI) trong các quảng cáo TV ở Hoa Kỳ gần đây.